# Lethasterias australis
Lethasterias australis is een zeester uit de familie Asteriidae.
De wetenschappelijke naam van de soort werd in 1923 gepubliceerd door Walter Kenrick Fisher.